# Odwrócony test CAMP
Odwrócony test CAMP – test identyfikujący maczugowce Corynebacterium ulcerans i Corynebacterium pseudotuberculosis wytwarzające fosfolipazę D oraz Clostridium perfringens wytwarzającego fosfolipazę C.

## Wykonanie
Na środku płytki agarowej z krwią posiewa się pasmowo Streptococcus agalactiae (szczep produkujący CAMP). Następnie prostopadle do wykonanej linii posiewu posiewa się szczep podlegający badaniu.
W przypadku identyfikacji w kierunku Clostridium spp. inkubację prowadzi się w temperaturze 37 °C w warunkach beztlenowych. Natomiast posiewy w kierunku identyfikacji maczugowców inkubuje się w temperaturze 37 °C w warunkach tlenowych.

## Analiza wyniku

### Test pozytywny
Stwierdzenie obecności synergistycznej (wzmożonej) hemolizy typu β w miejscu, gdzie pasmo wzrostu badanego szczepu nachodzi na strefę hemolizy powodowanej przez Streptococcus agalactiae.

### Test negatywny
Nie stwierdza się obecności synergistycznej hemolizy typu β.